# Pullman (West Virginia)
Pullman is een plaats (town) in de Amerikaanse staat West Virginia, en valt bestuurlijk gezien onder Ritchie County.

## Demografie
Bij de volkstelling in 2000 werd het aantal inwoners vastgesteld op 169.
In 2006 is het aantal inwoners door het United States Census Bureau geschat op 175, een stijging van 6 (3,6%).

## Geografie
Volgens het United States Census Bureau beslaat de plaats een oppervlakte van
0,6 km², geheel bestaande uit land. Pullman ligt op ongeveer 329 m boven zeeniveau.

## Plaatsen in de nabije omgeving
De onderstaande figuur toont nabijgelegen plaatsen in een straal van 20 km rond Pullman.